# Денбігшир
Де́нбішир (англ. Denbighshire) — область у складі Уельсу. Розташована на півночі країни. Адміністративний центр — Ратін.

## Найбільші міста
Міста з населенням понад 3 тисячі осіб:
| № | Місто      | Населення, осіб (2001) |
| - | ---------- | ---------------------- |
| 1 | Ріл        | 25 390                 |
| 2 | Престатін  | 18 496                 |
| 3 | Денбі      | 8 272                  |
| 4 | Ратін      | 5 218                  |
| 5 | Рітлан     | 3 795                  |
| 6 | Сент-Асаф  | 3 491                  |
| 7 | Лланголлен | 3 257                  |